# أفشار (ميانة)
أفشار هي قرية في مقاطعة ميانة، إيران. عدد سكان هذه القرية هو 228 في سنة 2006.